# Фробург (род)
Графовете Фробург (на немски: Grafen von Frohburg; понякога в миналото изписвано и като Froburg) са важен средновековен благороднически род от Северозападна Швейцария. Произлизат от Вигертал (Wiggertal) в района около днешния швейцарски град Цофинген (Zofingen). През XI век издигат крепостта Фробург (Froburg) на хребет над Тримбах (политическа област в Кантон Золотурн) близо до пътя над Долен Хауенщайн.

## История
Родът се появява в документи от края на XI век като графове фон Фробург. Те носят името на укрепения си замък, основан през IX век, и разполагат със семейна гробница в Цофинген. Феодали на Базелското епископство, от края на XI век те имат ландграфски права в Бухсгау (зоната между Олтен и Золотурн), както и в част от Ааргау, а от 1223 г. – и в Зизгау.
В края на XII и нач. на XIII век построяват много други замъци, за да разширят сферата си на влияние, включително и Бург Бирсек (Birseckburgen). Основават градовете Аарбург (Aarburg), Лищал (Liestal), Олтен (Olten), Валденбург, Видлисбах (Wiedlisbach), Бип (Bipp) и Цофинген. Град Фридау (Fridau) в района на днешната област Фуленбах (Fulenbach) през 1375 г. е унищожен от Гуглите (Gugler) – английски и френски наемници, а град Фалкенщайн е включен в област Балщал (Balsthal). Ок. 1140 г. в близост до Валденбург основават манастира Шьонтал (Kloster Schönthal) в кантон Базел Ландшафт.

Около 1250 г. родът се дели на клоновете Ной Хомберг (Neu-Homberg), Валденбург (Waldenburg) и Цофинген (Zofingen). Вследствие на това, след разделянето на графовете Ной Хомберг, се появява министериалският род Маршалк фон Фробург (Marschalk von Frohburg), за който има документация от 1237 до 1368 г. Представителите му първоначално пребивават в родния замък на графовете, а след 1250 г. се преместват във Вартенберг (Wartenberg) до Мутенц (Muttenz) (вероятно в задния замък) и започват да се наричат Маршалк фон Вартенберг (Marschalk von Wartenberg). След продажбата през 1306 г. на крепостите на Вартенберг на херцозите на Австрия те се преместват в Лищал – град, основан от рода, който притежава т. нар. „Къща на маршалите“, както и други имоти в Мутенц, Лищал, Аугст и Капел (в Кантон Золотурн). Маршалк изчезва със синовете си, които са оръженосци: Готфрид е споменат до 1320 г., Улрих – от 1302 до 1358 г., а Юго – от 1343 до 1358 г. (последните двама са наричани „Маршалк фон Лищал“ (Marschalk von Liestal)), a вероятно някакъв „Рицар на Базел“ е споменат през 1368 г.
Линията Цофинген изчезва през 1307 г., а линията Ной-Хомберг – през 1325 г. Линията Валденбург губи властовата си позиция малко по-късно и е принудена да продаде своите притежания на части, повечето от които – на бъдещите им роднини Хабсбургите. Отделните сгради на семейния замък са изоставени с течение на времето и са в окаяно състояние. През 1265 г. Лудвиг IV (син на Херман III фон Фробург) преотстъпва Валденбург и Олтен като владения на епископа на Базел. Неговият син Волмар IV продава крепостта Орбург през 1299 г. През 1306 г. Вернер II фон Ной-Хомберг и брат му Лудвиг II продават на Австрия Вартенберг и Мутенц, феоди на епископите на Страсбург. С двамата синове на Волмар IV – Йохан, ландграф на Зизгау през 1355 г. и Херман VI родът изчезва окончателно през 1367 г., когато без мъжки наследници умира Херман VI – последният граф фон Фробург, абат на манастира Св. Урбан (Kloster St. Urban) в Кантон Люцерн.

## Герб
Орел със сини и бели шарени пера и червени нокти върху златен щит.
От 1926 г. орелът се използва в герба на община Валденбург в швейцарския Кантон Базел Ландшафт.
- Герб на Фробург – герб на Цюрих (ок. 1340 г.)
- Герб на Фробург в Zürcher Wappenrolle (Рунге, 1860)

## Родословно дърво
Това е списък на графовете фон Фробург и техните клонове Фробург-Цофинген, Фробург-Валденбург и Ной-Хомберг:
1. Адалберо (I) († 1027[3]), граф в Брайзгау, споменат 1028. Има един или двама сина:
  1. Фолмар I фон Фробург (* 1050,[2] † 1114[2] или сл. 1078[3]), граф на Фробург, ланграф на Бухсгау, ∞ за София фон Пфирт (* 1060), дъщеря на Лудвиг II фон Мусон (* ок. 1015 † 1073/1076) и съпругата му принцеса София фон Бар (* 1018, † 21 януари 1093). Имат двама сина:
    1. Адалберо I фон Фробург (* 1090[3] † сл. 1146[3] или пр. 1152[2]), граф на Фробург, споменат 1095, ∞ за София фон Ленцбург (* 1119 Ленцбург † 1173 Фробург), дъщеря на граф Рудолф фон Ленцбург (* ок. 1046 † 1133), имат двама или трима сина и една дъщеря:
      1. Фолмар II фон Фробург (* пр. 1143,[4] † сл. 28 октомври 1175[2][3]), граф на Фробург, споменат 1143, има двама сина и вероятно една или две дъщери:
        1. Херман II фон Фробург (* пр. 1169,[5] † 1211/1213[2] или пр. 1213[6]), вероятен, граф на Фробург, споменат 1160, ∞ за Рихенца фон Кибург († сл. 1206), дъщеря на граф Хартман III фон Кибург-Дилинген († 1180) и графиня Рихенца фон Баден-Ленцбург-Цюрихгау († 1172); имат четирима или петима сина и една, две или три дъщери:
          1. Лудвиг III фон Фробург († ок. 1256/1259,[6] погребан в Цофинген), граф на Фробург, споменат 1196, родоначалник на линията Фробург-Цофинген, ∞ за Гертруда фон Хабсбург (* 1223, † сл. 3 септември 1242), дъщеря на Рудолф (II) фон Хабсбург Добрия († 10 април 1232), граф, господар на Лауфенбург и на съпругата му Агнес фон Щауфен (* 1165/1170, † пр. 1232), имат четирима сина и една или две дъщери (вж. по-долу)
          2. Херман III фон Фробург Млади (* 1201, † 1236/1237 или ок. 25 януари 1233/февруари 1237[6]), граф на Фробург, основател на линията Фробург-Валденбург, ∞ за Хелвига фон Хабсбург († сл. 11 октомври 1263), дъщеря на Рудолф (II) фон Хабсбург Добрия († 1232), граф на Хабсбург, господар на Лауфенбург и на съпругата му Агнес фон Щауфен († 1232), имат един син и една дъщеря (вж. по-долу)
          3. Алберт (Албрехт) фон Фробург (* пр. 1206, † 6 юли 1242/ 30 юни 1243 или сл. 1243[6]), споменат 1226, провост на Цофинген, управител на Мурбах (1243)
          4. Фолмар III фон Фробург († пр. 1226), граф на Фробург
          5. Рихенца фон Фробург († ок. 20 октомври 1224/1225[6] или сл. 1267[7]), спомената 1213 – 1267, ∞ пр. 1223 за Бертолд фон Нойенбург/ дьо Ньошател († 20 август 1261), граф и господар (сеньор) на Нойенбург (Ньошател), споменат 1201, син на Рудолф (III) фон Нойенбург/ дьо Ньошател († пр. 30 август 1196), господар (сеньор) на Нойенбург/Ньошател и на съпругата му Комитиса (сл. 30 август 1196);[8] имат трима сина: Рудолф (IV) фон Нойенбург († сл. 1263), господар (сеньор) на Нойенбург, Херман фон Нойенбург († сл. 1239) и Хайнрих фон Нойенбург († сл. 29 август 1231)
          6. Улрих фон Фробург, вероятен, граф на Фробург, споменат 1223, и вероятен абат на манастира Фринизберг (Kloster Frienisberg) в кантон Берн
          7. Дъщеря фон Фробург, вероятна, ∞ за ... фон Бехбург
          8. София фон Фробург († сл. 1208), вероятна, ∞ за Рудолф II фон Тирщайн († сл. 7 март 1214)[9]

        2. Арнолд (Албрехт) фон Фробург († 31 март 1216), абат на Мурбах в Елзас, споменат 1194
        3. Гепа фон Фробург († сл. 1208), вероятна, ∞ за Рудолф V (I) фон Тирщайн (* пр. 1173, † сл. 29 август 1230, убит или 1231/1236, или пр. 29 август 1231[2]), граф на Тирщайн в Зигзау, син на Рудолф III, граф на Хомберг и на съпругата му Берта фон Заугерн; имат четирима сина:[10][11]
          1. Улрих I фон Тирщайн († сл. 8 август 1280)
          2. Рудолф VI (II) фон Тирщайн (* пр. 1208, † сл. 24 август 1262/1265), граф на Тирщайн в Зизгау, ∞ 1. за София фон Фробург? († сл. 1208), от която има двама сина: Рудолф VII (III) фон Тирщайн († 17/27 август 1318, погребан в катедралата на Базел) и Херман фон Тирщайн († пр. 1308)[12] 2. за Елиза фон Геролдсек († сл. 1265), от която има шест сина и една дъщеря: Лудвиг фон Тирщайн († сл. 1295), Зигмунд II фон Тирщайн († 4 май 1320), граф на Тирщайн, господар на Фарнсбург, пфалцграф на Базел, Херман фон Тирщайн († ок. 19 февруари 1295/16 април 1308), каноник в Страсбург, Хайнрих I фон Тирщайн († сл. 1271), Вернер фон Тирщайн († сл. 1279), Валрам I фон Тирщайн († сл. 1271) и Мехтилд фон Тирщайн.
          3. Вернер фон Тирщайн
          4. Ото фон Тирщайн

        4. Хелвига (Хайлвиг) фон Фробург († ок. 1183), вероятна, ∞ за Бертхолд IV фон Церинген (* ок. 1125, † 8 декември 1186) от рода Церинги, херцог на Церинген и Бургундия, син на Конрад I, херцог на Церинген и Бургундия и на съпругата му Клеменция дьо Намюр; имат един син и две дъщери:[13][14] Бертхолд V фон Церинген (* 1160 † 1218), последен херцог на Церинген (1186 – 1218), Агнес фон Церинген († 1239) и Анна фон Церинген

      2. Лудвиг II фон Фробург († ок. 28 октомври 1175/1177[6]), нар. „Гареварт“, споменат 1145 –1179, епископ на Базел (от ок. 1164) след братовчед му Ортлиб фон Фробург[15]
      3. София фон Фробург, ∞ за Маркварт фон Ротенбург
      4. Конрад фон Фробург († сл. 20 ноември 1192), вероятен, споменат 1164, каноник на Вюрцбург и провост на Св. Мария в Майнц

    2. Херман I фон Фробург (* пр. 1090 † 1145[16] или сл. 1125[17] или сл. 1169[6]), граф на Фробург, споменат 1095 – 1125, братовчед на Лудвиг II фон Фробург; според Charles Fawles е с неизвестни родители и няма документация за връзката му със следващите графове на Фробург[6]
2. Волфрад фон Фробург († 1095), вероятен син на Адалберо I. Има четирима сина:
  1. Лудвиг I фон Фробург († ок. 1114), граф на Фробург, споменат 1098 – 1114, вероятно има син[18]
    1. Ортлиб фон Фробург († 18 август 1164 в Италия, погребан в Катедралата на Базел), споменат от ок. 1136 г., епископ на Базел (1137 – сл. 15 март 1164 с вероятна оставка).[18] Братовчед на наследника си Лудвиг II фон Фробург († ок. 28 октомври 1175/1177[6]), нар. „Гареварт“.

  2. Геро фон Фробург († 1122), абат на манастира Айнзиделн (в кантон Швиц), споменат 1101 – 1121 г.
  3. Фолмар фон Фробург, граф, споменат 1114 г.
  4. Адалберо III фон Фробург († 16 октомври 1137 Арецо, Италия, погребан в Катедралата на Базел), епископ на Базел (1134 – 1137), споменат 1130 г.

### Линия Фробург-Цофинген
Намира се в кантон Ааргау, Швейцария.
1. Лудвиг III фон Фробург (* ок. 1196 † ок. 1256/1259,[6] погребан в Цофинген, Ааргау), граф на Фробург, син на графа на Фробург Херман II (* пр. 1169[5] † 1211/1213[2] или пр. 1213[6]) и съпругата му Рихенца фон Кибург († сл. 1206); ∞ за Гертруда фон Хабсбург (* 1223 † сл. 3 септември 1242), дъщеря на Рудолф (II) фон Хабсбург Добрия († 1232), граф на Хабсбург, херцог на Лауфенбург, Цюрихгау и Ааргау, и ландграф на Елзас и на съпругата му Агнес фон Щауфен (* 1165/1170 † пр. 1232). Имат четирима сина[19] и една или две дъщери:
  1. Херман IV фон Фробург-Хомберг († пр. 15 май 1253), граф на Фробург, граф на Хомберг, споменат 1223, родоначалник на линията Фробург-Хомберг, сл. 1223 чрез брак става наследник на графовете фон Алт-Хомберг и 20 г. по-късно приема титлата „Граф на Хомберг“;[20] ∞ за ... фон Хомберг, наследница и дъщеря на граф Вернер III фон Хомберг (* 1316 † 30 март/22 септември 1323 † сл. 25 май 1223), от която има трима сина и вероятно една дъщеря (вж. по-долу)
  2. Гертруда фон Фробург († 1274),[21] спомената 1245
  3. Рудолф фон Фробург († 28 септември 1272), светски свещеник в Онолдсвил, провост в Цофинген и Беромюнстер, каноник в Базел и Констанц, споменат 1237
  4. Лудвиг IV фон Фробург († сл. 1257), граф на Фробург, споменат 1239 – 1257
  5. Хартман фон Фробург († 23 юни 1281/ 6 декември 1285 или сл. 12 август 1281[6]), граф на Фробург, споменат 1240, ∞ 1. за Клеменция († пр. 1263), бездетен; 2. пр. 6 септември 1280 за Ита фон Волхузен († сл. 10 юни 1299), дъщеря на Маркварт (III) фон Волхузен († 1282) и съпругата му Аделхайд († 1288). От нея има двама сина и една дъщеря:
    1. Лудвиг V фон Фробург († сл. 5 юли 1307), граф на Фробург, споменат 1280 – 1307, с когото изчезва клонът Фробург-Цофинген
    2. Маркварт фон Фробург († 26 ноември, сл. 1317), юнкер, каноник в Цофинген, споменат 1286
    3. Елизабет фон Фробург († сл. 23 юни 1327[6]), спомената 1286 – 1327, ∞ 1. 21 май 1302 (позволение за брак) за граф Херман (V) IV фон Зулц († пр. 10 септември 1311);[2] 2. пр. 22 април 1315 за херцог Лудвиг (V) Луцман VI фон Тек (* ок. 1285 † ок. 2 юни 1332/18 януари 1334), бездетна[2][6]

  6. Вероятна[6] дъщеря (Герин?[22] фон Фробург, † сл. 1279[6] като монахиня в манастира Парадис до Шафхаузен), ∞ ок. 1250/1255 за ... фон Раполтщайн († пр. 28 декември 1273), господар на Раполтщайн.[23]

### Линия Фробург-Валденбург
Намира се в полукантон Базел, Швейцария.
1. Херман III фон Фробург (* 1201 † 1236/1237 или ок. 25 януари 1233/февруари 1237[6]), граф, основател на линията Фробург-Валденбург, син на Херман II фон Фробург (* пр. 1169[5] † 1211/1213[2] или пр. 1213[6]), граф на Фробург и на съпругата му Рихенца фон Кибург († сл. 1206); ∞ за Хайлвиг фон Хабсбург († сл. 11 октомври 1263), дъщеря на Рудолф (II) фон Хабсбург Добрия, граф на Хабсбург, господар на Лауфенбург и на съпругата му Агнес фон Щауфен. Имат двама сина и една дъщеря:
  1. Лудвиг IV фон Фробург († ок. 22 ноември 1279/81), граф на Фробург, споменат 1240, ∞ за Агнес фон Бехбург († сл. 1292), от която има двама сина и други деца:
    1. Херман V фон Фробург († сл. 1 декември 1291[6]), граф на Фробург, споменат 1275 – 1291
    2. Фолмар IV фон Фробург († 20 януари 1319/20), граф на Фробург и ландграф на Бухсгау, споменат 1280, ∞ за Катарина фон Тогенбург († пр. 18 февруари 1313), дъщеря на граф Фридрих III фон Тогенбург († 1309) и Клеменция фон Верденберг († 1282). Имат двама сина:
      1. Йохан фон Фробург († 20 януари/април 1366 или † сл. 30 януари 1367[6]), граф на Фробург и ландграф на Буксгау, споменат 1318; ∞ пр. 3 ноември 1326 за Аделхайд фон Рамщайн († 17 октомври 1367/ 29 май 1371[2] или сл. 30 януари 1967[6]), дъщеря на Туринг фон Рамщайн
      2. Херман VI фон Фробург († 19 октомври 1367), граф на Фробург, споменат 1320, абат на манастира „Св. Урбан“, последен представител на графовете на Фробург
Фолмар има и един извънбрачен син: Уол († пр. 6 февруари 1422), юнкер, споменат 1386

    3. други деца, споменати 1295

  2. София фон Фробург († сл. 30 ноември 1291), ∞ пр. 6 юли 1249 за Валтер III фон Клинген († 1 март 1286), минезингер, рицар, благородник от рода Клинген от Тургау, Швейцария, фогт на Бишофсцел; имат шест дъщери и трима сина: Катарина фон Клинген († 1296), Верена фон Клинген († пр. 27 юли 1314), Улрих фон Клинген (* пр. 1252), Валтер фон Клинген (* пр.1252), Херман фон Клинген (* пр. 1252), Агнес фон Клинген (* пр. 1252), Херцелауда фон Клинген († сл. 1285), Клара фон Клинген († ок. 10 юни 1291) и Ита фон Клинген († сл. 1288)
  3. Фолмар фон Фробург († сл. 1259).

### Линия Фробург-Хомберг
Фон Хомберг са графове и ландграфове в Зизгау; икономическият им център е във Фриктал. През 1223 г. изчезва мъжката линия на най-стария им клон Алт-Хомберг (Alt-Homberg) и линията продължава като Ной-Хомберг (Neu-Homberg) по майчина и бащина линия. През XII и XIII век те често сменят името си на „фон Тирщайн“ и „фон Фрик“. Мъжката линия на Хомберг изчезва с граф Вернер III фон Хомберг, но земите на дъщеря му – наследница на Алт-Хомберг са толкова значими, че от 1243 г. съпругът ѝ Херман IV фон Фробург започва да носи името „фон Хомберг“. С крепостта Ной-Хомберг, построена ок. 1240 г. над Лойфелфинген (Läufelfingen) в днешния швейцарски кантон Базел Ландшафт, се създава нов властови център.
Към края на XIII век окончателно се разпределя имуществото на рода: Лищал с Господство Ной Хомберг, правата и владенията в Източен Зизгау и Фриктал са дадени на Херман II; Мутенц, крепостите и Господство Вартенберг, феод на Страсбургския капитул, и крепостта Алт Хомберг са дадени на Вернер II. В края на XIII век, по времето на Херман II, Господство Ной Хомберг става васално на Базелското епископство и са продадени различни имущества.
1. Херман IV фон Фробург-Хомберг (* 1230[24] † пр. 15 май 1253[2] или 15 май 1253[25]), граф на Хомберг (от брак), граф на Фробург, син на графа на Фробург Лудвиг III фон Фробург († ок. 1256/1259[6]) и съпругата му Гертруда фон Хабсбург († сл. 3 септември 1242), ∞ за ... фон Хомберг, наследница и дъщеря на граф Вернер III фон Хомберг (* 1316 † 30 март/22 септември 1323 † сл. 25 май 1323), от която има трима сина и вероятно една дъщеря:
  1. Фридрих фон Хомберг († 8 февруари пр. 1285[2][26] или пр. ноември 1284[27])
    1. синове

  2. Вернер I фон Хомберг (* 1254 † 6 февруари 1273), граф на Хомберг, ∞ за Кунигунда († 20 септември), от която има един син и една дъщеря:
    1. Херман II фон Хомберг (* 1275 † 19 ноември 1303), граф на Хомберг
    2. Ита фон Хомберг (* 1284 † 19 март 1328), ∞ пр. 17 декември 1305 за Фридрих IV фон Тогенбург († 15 ноември 1315 в битката при Моргартен), граф на Тогенбург, от когото има двама сина:[28][29] Дитхелм V фон Тогенбург († 21 септември 1337 в битката при Гринау), граф на Тогенбург и Фридрих V фон Тогенбург († 5 февруари 1364), каноник в Констанц, граф на Тогенбург

  3. Лудвиг I фон Хомберг (* 1268 † 27 април 1289 в битката при Шосхалде, погребан във Ветинген), граф на Хомберг, ∞ пр. 15 януари 1283 за Елизабет фон Раперсвил (* 1251/1261 † 10 април 1309), дъщеря на Рудолф IV фон Раперсвил, граф на Раперсвил и съпругата му Мехтилда фон Найфен или фон Вац.[30] Имат трима сина и три дъщери:
    1. Вернер II фон Хомберг (* 1284 † 21 март 1320 в Генуа, Италия), граф на Хомберг, ∞ ок. 11 юни 1315/6 април 1316[27] за Мария фон Йотинген († 10 юни 1369, погребана в цистериански манастир Лихтентал), вдовица на доведения му баща граф Рудолф III фон Хабсбург-Лауфенбург († 22 януари 1315), граф на Лауфенбург, господар на Раперсвил, дъщеря на граф Фридрих I фон Йотинген († 1311/1313) и съпругата му Елизабет фон Дорнберг († 1309/1311). Имат един син:
      - Вернер III фон Хомберг, нар. Вернли (* 1316 † 30 март/22 септември 1323[2] или сл. 25 май 1323[27]), граф на Хомберг, последен представител на клона Ной-Хомберг, неженен
Вернер II има и един извънбрачен син: Петер († сл. 4 март 1327)

    2. Сесилия фон Хомберг († 1338), приореса на Доминиканския манастир в Йотенбах, спомената 1286 – 1338
    3. Анна фон Хомберг (сл. 30 януари 1286[27]), спомената 1286 – 1286
    4. Рудолф фон Хомберг († 14 януари 1304/ 25 октомври 1306), споменат 1289
    5. Лудвиг (Лудолф) II фон Хомберг (* 1293 † 1315), граф на Хомберг, неженен
    6. Клара фон Хомберг († сл. 18 май 1313[27]), спомената 1293 – 1305; ∞ пр. 29 юли 1305 (договор) за Егино (IV) фон Метш († сл. ноември 1341), фогт на Метч, син на Егино (III) фон Метш, фогт на Метш и на съпругата му Аделхайд фон Монфор. Имат двама сина и една дъщеря: Йохан (I) фон Метш († сл. 1358), Хартвиг (III) фон Метш († сл. 1 февруари 1360) и Клара фон Метш (неизв.), ∞ пр. 30 юли 1328 за Конрад фон Шена[31]
    7. Анна ? фон Фробург († 1281), ∞ за Хайнрих II фон Раполтщайн (* 1260/1275 † 1279) (вж. Rappolsteiner Chronik), от когото има пет сина и една дъщеря: Улрих III фон Раполтщайн († ок. 17 март/11 април 1283), господар на Раполтщайн, Анселм II фон Раполтщайн († сл. 12 август 1311), господар на Раполтщайн, Херман I фон Раполтщайн († ок. 17 декември 1280/17 август 1282), господар на Раполтщайн, Хайнрих III фон Раполтщайн († сл. 19 февруари ок. 1399[2]), син фон Раполтщайн и дъщеря фон Раполтщайн, монахиня в Унтерлинден.ЮЮ

### Други лица
- Гертруда фон Фробург (?), ∞ за Улрих III фон Нойенбург-Нидау († 1225/1226).